# Putsch d’Alger (1958)
Als Putsch d’Alger wird der Staatsstreich französischer Militärs in Algerien am 13. Mai 1958 bezeichnet, der sich gegen die neugebildete Regierung in Paris unter Premierminister Pierre Pflimlin richtete. Ziel des Putsches war die Berufung einer Regierung, die den Verbleib Algeriens bei Frankreich garantieren sollte. Ergebnisse des Putsches waren die Rückkehr von Charles de Gaulle ins politische Zentrum, das Ende der Vierten Republik und der Anfang der Fünften Republik.

## Geschichte
Hintergrund des Putsches war der Algerienkrieg und die Aufrechterhaltung der Kolonialherrschaft Frankreichs über Algerien, die Teile des Militärs und der Algerienfranzosen durch die Regierung von Pierre Pflimlin (MRP) in Gefahr sahen. Dieser galt im Militär als Anhänger einer Verhandlungslösung. Am 13. Mai stand die Bestätigung seines Kabinetts in der Nationalversammlung an; der noch amtierende Ministerpräsident Félix Gaillard (PRS) hatte wegen der Algerienfrage gerade seine Mehrheit verloren.
Für denselben Tag riefen Teile des Militärs und Algerienfranzosen zu Protestkundgebungen auf. Diese gerieten bald außer Kontrolle. Einige öffentliche Gebäude wurden besetzt. Unter der Führung der Militärs, unter ihnen der Kommandeur der Fallschirmjäger General Jacques Massu und der Oberkommandierende der Streitkräfte in Algerien, Raoul Salan, bildete sich daraufhin eine Wohlfahrtsregierung (Gouvernement de salut public). Präsident wurde Massu. Für Frankreich forderten die Aufständischen die Bildung einer gleichartigen Regierung. Die noch amtierende Regierung unter Premierminister Félix Gaillard erteilte Salan und Massu außerordentliche Vollmachten zur Wiederherstellung der Ordnung. Der neue Ministerpräsident Pflimlin bestätigte die Vollmachten nur für Salan und unterbrach die Telefonverbindung zwischen Frankreich und Algerien.
Anfangs planten die Offiziere wohl nicht, General Charles de Gaulle wieder an die Macht zu verhelfen. Allerdings nutzten die Gaullisten in Frankreich die willkommene Gelegenheit, de Gaulle als Retter der Nation ins Gespräch zu bringen. Ein Vertrauter de Gaulles, Jacques Soustelle, verhandelte in diesem Sinne in Algier.
Am 15. Mai beendete General Salan eine Rede mit dem Ruf „Vive de Gaulle“. Daraufhin erklärte sich de Gaulle in Paris bereit, eine neue Regierung zu bilden. 
Die Parti communiste français forderte angesichts des Putsches die Bildung einer Volksfrontregierung. Vor dem Hintergrund des kommunistischen Vorstoßes und einer möglichen Invasion französischer Kolonialtruppen in Frankreich selbst (→ Opération Résurrection) war die Mehrheit der Nationalversammlung bereit, General de Gaulle die Macht zu übergeben.

## Dokumentarfilm
- La Guerre d’Algérie, Yves Courrière und Philippe Monnier, Reggane Films, 1972, 160 Minuten[1]